# Discografia delle LaBelle
 Questa è la discografia che documenta gli album e i singoli pubblicati dal gruppo statunitense LaBelle . Il gruppo era noto come The Ordettes dal 1958 al 1961 e The Blue Belles (aka Patti LaBelle and Her Blue Belles; Patti LaBelle and the Bluebelles ) dal 1962 al 1970. Nel 1971 hanno cambiato il loro nome in LaBelle.

## Album

### Album in studio
| 1966                                                                                       | Over the Rainbow                      | —  | 20 | —       | Atlantic     |
| 1967                                                                                       | Dreamer                               | —  | —  | —       | Atlantic     |
| 1971                                                                                       | Labelle                               | —  | —  | —       | Warner Bros. |
| 1971                                                                                       | Gonna Take a Miracle (con Laura Nyro) | 46 | 41 | —       | Columbia     |
| 1972                                                                                       | Moon Shadow                           | —  | 42 | —       | Warner Bros. |
| 1973                                                                                       | Pressure Cookin'                      | —  | —  | —       | RCA          |
| 1974                                                                                       | Nightbirds                            | 7  | 4  | Platino | Epic         |
| 1975                                                                                       | Phoenix                               | 44 | 10 | Oro     | Epic         |
| 1976                                                                                       | Chameleon                             | 94 | 21 | —       | Epic         |
| 2008                                                                                       | Back to Now                           | 45 | 9  | —       | Verve        |
| "—" indica che l'album non è entrato in classifica o non ha ricevuto alcuna certificazione |                                       |    |    |         |              |

### Album natalizi
| Anno                                                                                       | Album                                    | Posizione in classifica | Posizione in classifica | Certificazioni USA | Etichetta Discografica |
| Anno                                                                                       | Album                                    | US                      | US R&B                  | Certificazioni USA | Etichetta Discografica |
| ------------------------------------------------------------------------------------------ | ---------------------------------------- | ----------------------- | ----------------------- | ------------------ | ---------------------- |
| 1963                                                                                       | Sleigh Bells, Jingle Bells & Blue Belles | —                       | —                       | —                  | Newtown                |
| "—" indica che l'album non è entrato in classifica o non ha ricevuto alcuna certificazione |                                          |                         |                         |                    |                        |

### Album dal vivo
| 1963                                                                                       | Sweethearts of the Apollo | — | — | Gold | Newtown |
| 1965                                                                                       | The Bluebelles on Stage   | — | — | —    | Parkway |
| "—" indica che l'album non è entrato in classifica o non ha ricevuto alcuna certificazione |                           |   |   |      |         |

### Raccolte
| Anno                                                                                       | Album                                         | Posizione in classifica | Posizione in classifica | Etichetta discografica |
| Anno                                                                                       | Album                                         | US                      | US R&B                  | Etichetta discografica |
| ------------------------------------------------------------------------------------------ | --------------------------------------------- | ----------------------- | ----------------------- | ---------------------- |
| 1993                                                                                       | Golden Classics                               | —                       | —                       | Collectables           |
| 1994                                                                                       | Over the Rainbow: The Atlantic Years          | —                       | —                       | Ichiban                |
| 1995                                                                                       | Lady Marmalade: The Best of Patti and Labelle | —                       | —                       | Legacy                 |
| 1997                                                                                       | Something Silver                              | —                       | —                       | Warner Bros.           |
| 1999                                                                                       | The Best of the Early Years                   | —                       | —                       | Hip-O                  |
| "—" indica che l'album non è entrato in classifica o non ha ricevuto alcuna certificazione |                                               |                         |                         |                        |

## Singoli
| Anno                                                  | Singolo                                            | Posizione in classifica | Posizione in classifica | Posizione in classifica | Posizione in classifica | Posizione in classifica |
| Anno                                                  | Singolo                                            | US                      | US R&B                  | US Dance                | UK                      |                         |
| ----------------------------------------------------- | -------------------------------------------------- | ----------------------- | ----------------------- | ----------------------- | ----------------------- | ----------------------- |
| 1962                                                  | I Sold My Heart to the Junkman1                    | 15                      | 13                      | —                       | —                       |                         |
| 1962                                                  | I Found a New Love                                 | 122                     | —                       | —                       | —                       |                         |
| 1962                                                  | Tear After Tear                                    | —                       | —                       | —                       | —                       |                         |
| 1963                                                  | Cool Water                                         | 127                     | —                       | —                       | —                       |                         |
| 1963                                                  | Decatur Street                                     | —                       | —                       | —                       | —                       |                         |
| 1963                                                  | Down the Aisle (The Wedding Song)                  | 37                      | 14                      | —                       | —                       |                         |
| 1964                                                  | You'll Never Walk Alone                            | 34                      | 32                      | —                       | —                       |                         |
| 1964                                                  | One Phone Call (Will Do)                           | —                       | —                       | —                       | —                       |                         |
| 1964                                                  | Danny Boy                                          | 76                      | 15                      | —                       | —                       |                         |
| 1965                                                  | All or Nothing                                     | 68                      | —                       | —                       | —                       |                         |
| 1966                                                  | 634-5789 (Soulsville, U.S.A.) (con Wilson Pickett) | 13                      | 1                       | —                       | —                       |                         |
| 1966                                                  | Over the Rainbow                                   | —                       | —                       | —                       | —                       |                         |
| 1966                                                  | Ebb Tide                                           | —                       | —                       | —                       | —                       |                         |
| 1966                                                  | I'm Still Waiting                                  | —                       | 36                      | —                       | —                       |                         |
| 1966                                                  | Take Me for a Little While                         | 89                      | 36                      | —                       | —                       |                         |
| 1967                                                  | Always Something There to Remind Me                | 125                     | —                       | —                       | —                       |                         |
| 1967                                                  | Dreamer                                            | —                       | —                       | —                       | —                       |                         |
| 1967                                                  | Oh My Love                                         | —                       | —                       | —                       | —                       |                         |
| 1968                                                  | Wonderful                                          | —                       | —                       | —                       | —                       |                         |
| 1969                                                  | Dance to the Rhythm of Love                        | —                       | —                       | —                       | —                       |                         |
| 1969                                                  | Pride's No Match for Love                          | —                       | —                       | —                       | —                       |                         |
| 1970                                                  | Trustin' in You                                    | —                       | —                       | —                       | —                       |                         |
| 1971                                                  | Morning Much Better                                | —                       | —                       | —                       | —                       |                         |
| 1972                                                  | It's Gonna Take a Miracle (con Laura Nyro)         | 103                     | —                       | —                       | —                       |                         |
| 1972                                                  | Moon Shadow                                        | —                       | —                       | —                       | —                       |                         |
| 1972                                                  | Ain't It Sad It's All Over                         | —                       | —                       | —                       | —                       |                         |
| 1973                                                  | Open Up Your Heart                                 | —                       | —                       | —                       | —                       |                         |
| 1973                                                  | Sunshine (Woke Me Up This Morning)                 | —                       | —                       | —                       | —                       |                         |
| 1974                                                  | Lady Marmalade                                     | 1                       | 1                       | 7                       | 17                      |                         |
| 1975                                                  | What Can I Do for You?                             | 48                      | 8                       | 7                       | —                       |                         |
| 1975                                                  | Messin' with My Mind                               | —                       | 19                      | 8                       | —                       |                         |
| 1975                                                  | Far as We Felt Like Goin'                          | —                       | 99                      | —                       | —                       |                         |
| 1976                                                  | Get You Somebody New                               | 102                     | 50                      | —                       | —                       |                         |
| 1976                                                  | Isn't It a Shame                                   | —                       | 18                      | —                       | —                       |                         |
| 1995                                                  | Turn It Out                                        | —                       | —                       | 1                       | —                       |                         |
| 2008                                                  | Roll Out (feat. Wyclef Jean)                       | —                       | —                       | —                       | —                       |                         |
| 2008                                                  | Superlover                                         | —                       | 62                      | 8                       | —                       |                         |
| "—" indica che il singolo non è entrato in classifica |                                                    |                         |                         |                         |                         |                         |

- 1 - Il brano è stato registrato da The Starlets ma è stato accreditato alle The Blue Belles.

## Altre apparizioni
| Anno | Canzone                                   | Album                       |
| ---- | ----------------------------------------- | --------------------------- |
| 2011 | " Lady Marmalade " (live 7 dicembre 1974) | The Best of Soul Train Live |